# Martiri di Gorcum
I Martiri di Gorcum (o Gorcumiensi) furono diciannove martiri cattolici, tra cui undici frati francescani minori osservanti, un frate agostiniano e un monaco premostratense, un canonico regolare di sant' Agostino, un frate domenicano e quattro sacerdoti secolari, che durante la guerra degli ottant'anni furono catturati dai Gheusi del mare calvinisti a Gorcum, sottoposti a numerose torture e mutilazioni, condotti poi a Brielle e infine impiccati nel fienile di un monastero diroccato. Sono venerati come santi dalla Chiesa cattolica.

## Storia
Nel quadro della guerra degli ottant'anni, che condurrà alla nascita dei Paesi Bassi, nella primavera del 1572 si era scatenata l'offensiva dei Gheusi del mare, Gueux de mer (mendicanti del mare), pirati olandesi che, sotto la guida di Guillaume II de la Marck, barone di Lumey, affiancavano Guglielmo I d'Orange nella lotta contro il re di Spagna Filippo II.
I Gheusi, non potendo più usare i porti inglesi come basi operative contro gli spagnoli, in quanto la regina d'Inghilterra Elisabetta I lo aveva loro vietato, avevano assalito e conquistato le città di Brielle e Flessinga; poco dopo avevano conquistato Dordrecht, posta a poca distanza da Gorcum. A questa notizia, i cattolici, che rappresentavano i due terzi degli abitanti della cittadina, che pur disponeva di una cittadella fortificata, ma era scarsamente presidiata dagli spagnoli, iniziarono a preoccuparsi. Fra di essi i più esposti alle possibili persecuzioni dei calvinisti erano i frati minori osservanti del piccolo convento, i sacerdoti e tutti gli altri religiosi presenti a Gorcum. Furono mandati messaggeri per chiedere soccorso alle guarnigioni spagnole vicine. Ma prima che queste potessero arrivare, il 25 giugno una flottiglia di tredici battelli dei Gheusi che avevano risalito la Mosa si presentò davanti a Gorcum, con circa 150 armati.
Il nipote del priore Pieck, Rutger Estius, fratello di Guillaume che poi ne scriverà la storia, lo scongiurò di scappare e mettersi in salvo assieme agli altri frati. Ma Pieck, per non dare un cattivo esempio di viltà a tutti i cattolici della città e per non abbandonarli, preferì restare e rifugiarsi nella cittadella assieme ai confratelli, presto raggiunto da tutti gli altri religiosi e sacerdoti della città e da molti cattolici. I Gheusi sbarrarono il fiume a monte e a valle della città e il 26 giugno entrarono in città, capeggiati da Marin Brant, che convocò in piazza tutti gli abitanti, facendo loro giurare fedeltà alla causa calvinista e a Guglielmo d'Orange; poi si recò davanti alla cittadella chiedendo al governatore spagnolo Gaspard Turk la resa della guarnigione spagnola, composta da appena una ventina d'uomini. Avuta risposta negativa, alla sera iniziò a cannoneggiarli, costringendoli ad abbandonare due cinte difensive per ridursi nell'ultimo ridotto, la torre blu. Il governatore, in condizioni di netta inferiorità, chiese di poter trattare la resa, Marin accettò e promise la libertà a tutti coloro che si fossero arresi, in cambio del diritto di saccheggiare tutto ciò che si trovava nella torre. Ma, appena i Gheusi entrarono nella torre, presero prigionieri tutti i religiosi e iniziarono a insultarli, chiedendo loro dove avessero nascosto i loro tesori, e di fronte ai loro dinieghi li malmenarono violentemente, dando anche fuoco a padre Pieck che era svenuto.
Per dieci giorni i religiosi rimasero prigionieri nella torre e furono sottoposti a sevizie continue; poi il capo dei Gheusi, il barone di Lumey Guillaume de la Marck, chiese che venissero trasferiti nella vicina città di Brielle dove lui si trovava. La sera del 5 luglio furono fatti salire su una grande barca, che fece diverse soste per esporre i prigionieri alla curiosità e agli insulti della folla dei vari paesi. Giunsero a Brielle il mattino del 7 luglio. Li accolse il Lumey, che li fece camminare fino alla città disposti su due file simulando una processione religiosa, costringendoli a cantare inni e litanie ed esponendoli al ludibrio della folla che li bersagliava con pietre, sabbia e secchi di acqua sporca. Infine li condusse in prigione, dove già si trovavano i curati di Maasdam e di Heinenoord e due monaci premostratensi, provenienti dall'abbazia di Middelburg in Zelanda.

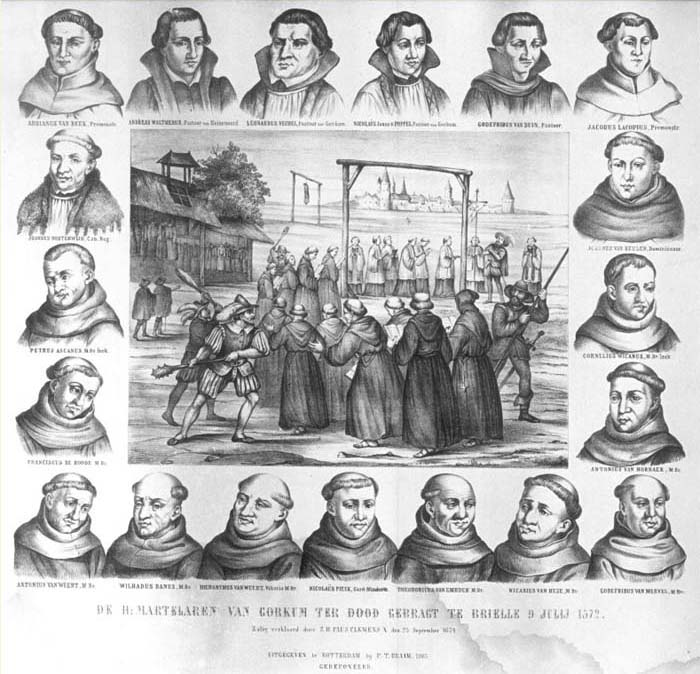
I 19 martiri di Gorcum nella piazza di Brielle

Per tutta la serata il barone di Lumey li interrogò, tentando di far loro rinnegare i dogmi della fede cattolica e l'obbedienza al Papa; riprese l'interrogatorio il giorno dopo, senza alcun risultato, e infine li condannò a essere impiccati. Intanto era giunto un messaggero che gli recapitò tre messaggi. Uno era di Marin Brant, il secondo del Consiglio della città di Gorcum, il terzo del principe Guglielmo d'Orange. Quello di Marin Brant era un lasciapassare per i religiosi, in cui però Brant, firmandosi come "signore", indisponeva il Lumey. Quello del Consiglio ricordava le circostanze della capitolazione, attestava la buona reputazione di tutti i religiosi prigionieri e chiedeva la loro liberazione; inoltre la sorella del curato Wichel prometteva una cospicua somma di denaro per la sua liberazione. La lettera di Guglielmo d'Orange, che chiedeva la loro liberazione, fece invece indispettire il Lumey, perché, dopo essersi affrancato dal giogo del re di Spagna, non intendeva sottomettersi agli ordini di un principe suo pari. Inoltre doveva mantenere la promessa di vendicare la morte dei conti di Horn e di Egmont, giustiziati dagli spagnoli, giustiziando tutti i preti e i religiosi papisti che fosse riuscito a catturare.
Giunsero a Brielle anche due fratelli di padre Pieck, che scongiurarono il Lumey di salvargli la vita, senza che abiurasse al cattolicesimo; alla fine Lumey accettò di liberarlo, ma da solo. Quando a Pieck giunse questa proposta, egli, ancora una volta, non volle accettare per non abbandonare i suoi compagni. I fratelli di Pieck insistettero ancora con il Lumey e con gli altri capi dei Gheusi, ottenendo una definitiva concessione, e cioè che sarebbero stati liberati tutti se, pur non rinunciando ai dogmi della fede cattolica, avessero rinunciato a riconoscere l'autorità del Papa. Per consentire ai fratelli di Pieck di parlare più liberamente con lui, fu messa loro a disposizione una casa e così essi poterono invitare il fratello a cenare con loro. Per tutta il tempo della cena lo scongiurarono in tutti i modi di accettare le condizioni dei Gheusi e di salvare la sua vita e quella di tutti gli altri, ma padre Pieck fu irremovibile nella sua determinazione a non tradire il Papa; i fratelli allora compresero che non intendeva rinunciare a rendere testimonianza della propria fede cattolica, anche a costo della vita.
A mezzanotte il Lumey, svegliandosi dopo le abbondanti libagioni serali, preso da una violenta collera dopo aver riletto i messaggi di Guglielmo I d'Orange e di Martin, ordinò che tutti i preti e i religiosi papisti venissero impiccati subito. Mandò quindi alla prigione per prelevarli un suo luogotenente e un prete apostata di Liegi, tale Jean Omal; di fronte alle loro rimostranze che non si poteva eseguire una sentenza di morte in piena notte, si infuriò ancora di più, urlando che lui era il padrone assoluto e poteva decidere tutto ciò che voleva, senza dover obbedire a Guglielmo d'Orange o a chicchessia. All'una di notte i martiri furono condotti fuori dalla città, nel monastero agostinano di santa Elisabetta, che i monaci avevano abbandonato e che i Gheusi avevano saccheggiato e semidistrutto. Là, nel granaio dove si trovavano due grandi travi, iniziarono a impiccarli uno dopo l'altro, iniziando da padre Pieck, che fino all'ultimo respiro incoraggiò i confratelli. Dopo la sua morte i più anziani andavano incoraggiando i più giovani; in quest'opera si distinse particolarmente il vicario Girolamo da Weert, che fu zittito a colpi di picca in faccia; quando poi i soldati scoprirono che aveva sul petto e sul braccio destro il tatuaggio di una croce che si era fatto fare durante un pellegrinaggio a Gerusalemme, iniziarono a scorticarlo per cancellare le croci. Goffredo da Melveren, uno dei più anziani dei martiri, morì pregando il Signore di perdonare i suoi carnefici, ripetendo le parole di Cristo sulla croce, Signore perdona loro perché non sanno quello che fanno.
Fra gli ultimi rimase Goffredo Van Duynen, che i soldati volevano risparmiare conoscendolo personalmente e sapendo che era un sant'uomo, ma lui li esortò a procedere.
All'ultimo momento solo due dei ventuno accettarono di abiurare: un cappuccino di nome Guglielmo, che poi si arruolò con i Gheusi e due anni dopo fu impiccato per furto, e il novizio francescano Enrico, che come testimone diretto poi stenderà un preciso resoconto di tutti i fatti accaduti.
Molti martiri ebbero una lunghissima agonia, perché erano stati impiccati malamente; l'ultimo a morire, verso l'alba, fu il domenicano Nicasio.
Dalle due alle quattro del mattino i soldati si accanirono sui corpi dei condannati, mutilandoli e insultandoli. Arrivarono persino a vendere il loro grasso a dei mercanti di unguenti, e parti dei loro organi furono vendute al mercato di Gorcum. Infine un cattolico di Gorcum, supplicando i magistrati di Brielle e sborsando una cospicua somma di denaro, ottenne di poter seppellire le spoglie dei martiri in due fosse scavate nelle vicinanze del luogo del loro martirio.

## Fonti
Le tristi vicende dei martiri di Gorcum furono raccontate da Guillaume Estius, nipote di uno di essi, il guardiano del convento dei francescani (appartenenti alla riforma dell'Osservanza) Nicola Pieck, nel volume Historia martyrum Gorcomiensium, pubblicato a Douai nel 1603. Anche, la Historiae martyrum Batavicorum, scritta nel 1595 da Peter Opmeer, è una fonte importante sui martiri.

## I 19 martiri

### Francescani minori osservanti

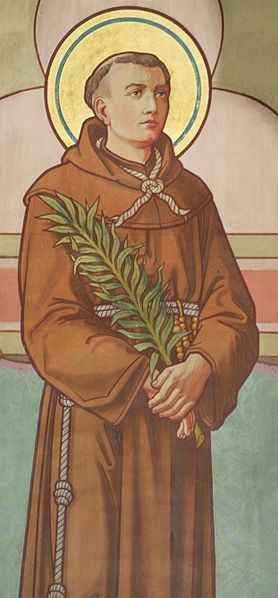
Goffredo da Melveren

- Nicola Pieck o Pichi, attestato anche come Nicolò Pick, Sansepolcro[2][3], 1534 - † Brielle, 9 luglio 1572 – Priore del convento dei minori osservanti di Gorcum. Aveva studiato presso l'università di Lovanio ed era stato ordinato sacerdote.
- Girolamo da Weert, 1522 - † Brielle, 9 luglio 1572 – Vicario del convento dei minori osservanti di Gorcum. Aveva studiato a Gerusalemme.
- Nicasio Johnson da Heeze, Heeze, 1522 - † Brielle, 9 luglio 1572 – Teologo, aveva studiato presso l'università di Lovanio. Domenicano.
- Teodorico Embden, Amersfoort, 1499 - † Brielle, 9 luglio 1572 – Direttore spirituale delle monache clarisse del monastero di sant'Agnese a Gorcum.
- Goffredo da Melveren, vicino a Tongres, 1512 - † Brielle, 9 luglio 1572 – Confessore e liturgista del convento dei minori osservanti di Gorcum.
- Antonio da Weert, Weert, 1523 - † Brielle, 9 luglio 1572 – Predicatore.
- Antonio da Hoornaert, Hoornaar - † Brielle, 9 luglio 1572.
- Willehaldo di Deen, Danimarca, 1482 - † Brielle, 9 luglio 1572 – Francescano danese rifugiatosi nei Paesi Bassi, il più anziano dei martiri.
- Francesco da Roye, Bruxelles, 1549 - † Brielle, 9 luglio 1572 – Il più giovane dei frati; aveva studiato a Bruxelles.
- Cornelio da Wijk, Wijck vicino ad Anversa, 1548 - † Brielle, 9 luglio 1572 – Fratello laico.
- Pietro da Assche, Assche vicino ad Anversa, 1548 - † Brielle, 9 luglio 1572 – Fratello laico.

### Sacerdoti secolari
- Leonardo Vechel, Bois-le-Duc, 1527 - † Brielle, 9 luglio 1572 - Parroco di Gorcum; aveva studiato presso l'università di Lovanio; aveva 39 anni ed era parroco da 16. La sua resistenza al calvinismo si fondava sugli insegnamenti del suo maestro Rudyard Tapper, professore di teologia e accanito avversario della dottrina della Riforma.
- Nicola Janssen (Poppel), Weelde, 1532 - † Brielle, 9 luglio 1572 - "Poppel" è il nome del villaggio dove era nato, vicino a Weelde (Anversa). Aveva studiato presso l'università di Lovanio. Era parroco dell'altra parrocchia di Gorcum.
- Goffredo van Duynen, Gorcum, 1502 - † Brielle, 9 luglio 1572 - Aveva studiato a Parigi prima del suo sacerdozio, che esercitò prima nel nord della Francia e poi a Gorcum.
- Andrea Wouters, 1542 - † Brielle, 9 luglio 1572 - Parroco di Heinenoord.

### Altri religiosi
- Adriano da Hilvarenbeek, Hilvarenbeek, 1528 - † Brielle, 9 luglio 1572 - Monaco premostratense. Era stato da poco nominato parroco del villaggio di Monster.
- Giacomo Lacops, Audenarde, 1541 - † Brielle, 9 luglio 1572 - Monaco premostratense, vicario di Monster.
- Giovanni Lenaerts d'Oosterwijk, 1504 - † Brielle, 9 luglio 1572 - Canonico regolare di Sant'Agostino.
- Giovanni da Colonia, † Brielle, 9 luglio 1572 - Domenicano, parroco di Hoornaar.

## Culto

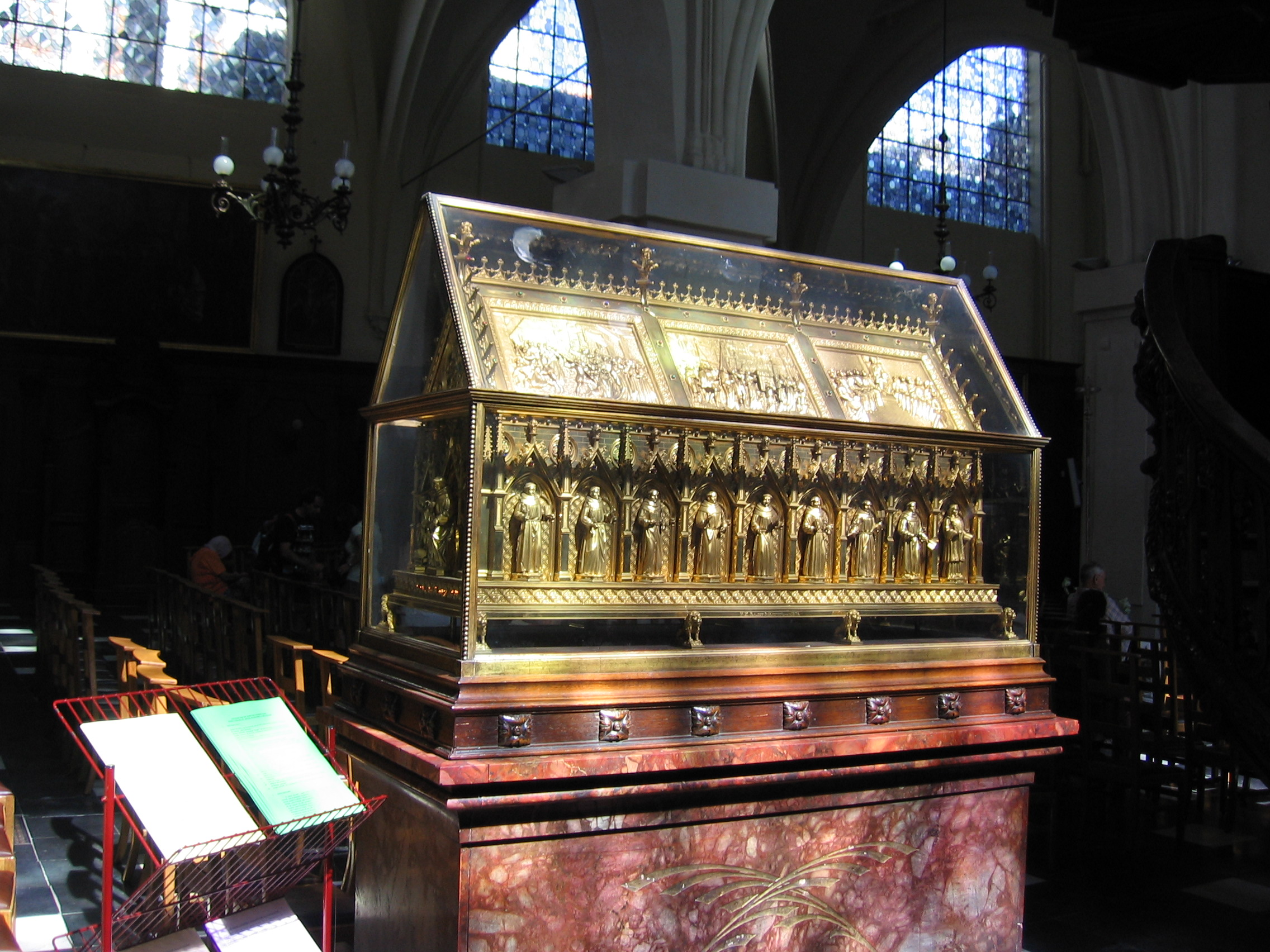
Reliquiario dei santi Martiri di Gorcum nella chiesa di San Nicola a Bruxelles

Il luogo della loro sepoltura divenne ben presto meta di pellegrinaggio per i cattolici della regione e sul luogo della loro sepoltura, a partire dal XVIII secolo, iniziarono a crescere miracolosamente dei bellissimi fiori bianche e profumati, di una specie sconosciuta a tutti i più esperti botanici chiamati a esaminarli.
Il loro cronista Estius riferisce di trentadue processi verbali di guarigioni o di altri miracoli ottenuti per loro intercessione.
Nel 1615, durante una tregua fra Spagna e Province Unite, la tomba dei martiri fu aperta e le loro reliquie furono traslate a Bruxelles, dove l'arcivescovo di Malines Matthias Hovius, attestando la loro autenticità, le fece riporre in reliquiari dorati conservati nella chiesa del convento dei francescani; i resti furono poi trasferiti nella chiesa di Saint-Nicolas di Bruxelles, quando il convento fu demolito. Alcuni frammenti furono distribuiti alle chiese di Lovanio, Ath, Malines, Cambrai, Tienen, Anversa, Sint-Truiden, Binche, Tournai, Lilla, Douai, Valenciennes, Mons, Nivelles, Namur, Colonia e altre città.
Nel 1628 fu iniziato il processo di beatificazione con audizioni a Gorcum, a Haarlem, a Utrecht e a Leida, dove furono sentiti ventidue testimoni. Nel 1634 ad Amsterdam e a Haarlem ne furono ascoltati altri sette, e a Namur fra il 1658 e il 1661 altri diciannove. Infine, il 14 novembre 1675 papa Clemente X, con una solenne funzione nella basilica di San Pietro, li proclamò beati.
La loro canonizzazione fu proclamata da papa Pio IX il 29 giugno 1865.
Nel 1853 essi furono elevati a protettori della ricostituita provincia olandese dell'Ordine Francescano.
Nel XIX secolo la celebrazione della memoria liturgica di san Nicola Pieck o Pichi venne introdotta nel calendario della diocesi di Sansepolcro.
Nel 1932 a Brielle fu costruito un santuario a loro dedicato e sul luogo della loro sepoltura, chiamato "campo dei Martiri", spesso teatro di guarigioni miracolose, fu posto un altare in pietra.
Nel 1972 il loro martirio fu commemorato solennemente dal cardinale Alfrink, in presenza del Primo ministro d'Olanda Marga Klompé e della regina Giuliana.